# 오스미정
오스미정(일본어: 大隅町)은 일본 가고시마현 동부 소오군에 속했던 정이다. 현재의 소오시 남부에 해당한다.

## 역사
- 1889년 4월 1일 - 정촌제 시행으로 히가시소오군 이와카와촌, 쓰네요시촌이 성립하였다.
- 1891년 - 미나미모로카타군 시부시촌이 분촌하였다.
- 1955년 1월 20일 - 이와카와정, 쓰네요시촌, 쓰키노촌이 합병해 소오군 오스미정이 성립하였다. 
  - 4월 1일 - 노가타촌의 일부를 편입하였다.
- 2005년 7월 1일 - 스에요시정·다카라베정과 합병해 소오시가 성립하였다. 동일 오스미정은 폐지되었다.

## 교통

### 철도
- 일본국유철도 시부시선 (1987년 폐선)

### 도로
- 국도 269호선

## 참고 문헌
- 角川日本地名大辞典編纂委員会,『角川日本地名大辞典 鹿児島県』1983, 角川書店